# Жилой дом в Колывани (Московская улица, 30)
Жилой дом в Колывани — одноэтажный деревянный дом, построенный в 1922 году, в посёлке городского типа Колывани, административным центре Колыванского района Новосибирской области. Памятник архитектуры регионального значения.

## Описание
Одноэтажное бревенчатое здание расположено в исторической части Колывани. Главный южный фасад обращён к Московской улице, западный — к улице Карла Маркса.
Крестовый дом прямоугольный в плане и рублен с остатком. Со стороны восточного дворового фасада к зданию примыкают холодные сени, а с северной стороны — рубленая пристройка.
Четырёхскатную вальмовую крышу с южного и западного фасадов акцентируют треугольные щипцы, внутреннее поле которых украшают резные розетки «солнышко».
Композиция южной стороны симметрична и строится на контрастном сочетании оконных наличников и венчающей части здания с грубыми бревенчатыми стенами.
Окна лучкового завершения обрамлены резными наличниками с разнообразным декором: верхняя часть завершается валютообразно, а подоконная доска имеет фигурное очертание. Декор плоскости верхней и нижней досок — накладные элементы растительного орнамента. Боковины украшены геометрическими элементами в виде «алмазной грани» и завершены свесами-капельками. Оконные ставни двустворчатые и филенчатые.
Подзоры карниза представляют собой стилизованную драпировку с кистями, выполненную с помощью пропильной резьбы. Фриз состоит из вертикальных дощечек, его свесы также декорирует пропильная резьба в виде цветка крина.
Интерьеры здания лаконичны. Жилая часть состоит из четырёх оштукатуренных и побеленных комнат. Вход в дом находится в холодных сенях. Пристройка северного фасада отведена под вспомогательные помещения (кладовые, кухня и т. д.).
Размеры здания в плане — 8,0 × 9,0 м.